# Vijeo Citect
Vijeo Citect — программное обеспечение уровня HMI/SCADA поддерживающее:
- Чрезвычайно широкий спектр оборудования Schneider Electric, а также контроллеры других производителей ПЛК (используя OPC серверы или собственные нативные драйверы);
- Большую коллекцию символов промышленного оборудования для создания графических экранов;
- Инструмент создания графических экранов называемый Graphics Builder;
- Язык программирования Cicode.

## Citect для DOS
Мартин Робертс (Martin Roberts) написал Citect для DOS в 1987 году, как ответ на то, что в это время был достаточно ограниченный выбор программного обеспечения для создания интерфейсов оператора. Citect для DOS состоял из конфигурационной базы данных (в формате dBase), растровой картинки (оригинальный формат файла, с поддержкой 256 цветов) и файла анимации. Пользователь должен был нарисовать схему объекта используя доступный в то время графический пакет Dr Halo и разместить на ней точки анимации (Animation Points) там, где он посчитает нужным. Информация о тегах и их связь с соответствующими адресами программируемых электронных устройств хранилась в базе данных. Ссылаясь на эти теги в точках анимации (информация о том, какая точка анимации ссылается на какой тег, сохранялась в других конфигурационных базах данных), пользователь мог показывать состояние оборудования, например, что оборудование запущено, остановлено или в аварии, и все это происходило в реальном масштабе времени.
Citect для DOS мог связываться с различными программируемыми электронными устройствами через разные последовательные протоколы предлагаемые каждым устройством; связь с некоторыми устройствами осуществлялась непосредственно через последовательный порт (COM-порт), с другими через PC-карты, которые разрабатывались специально для обеспечения связи с целевыми программируемыми электронными устройствами. Были написаны программные драйверы для многих протоколов; возможность подключаться к различным устройствам и возможность написать новые драйверы когда это потребуется — стало основной точкой начала продаж Citect.
Программное обеспечение времени выполнения (runtime) в то время работало на DSI картах. Ввиду нехватки производительности компьютера для работы этого ПО (на то время это были компьютеры на базе 286 и 386 процессоров) в имеющийся ISA слот вставлялся 32-битный сопроцессор для повышения производительности.

## Citect для Windows

### Версия 1
В начала 90-х мощность компьютеров увеличивается, Microsoft Windows становится популярной, поэтому в 1992 году выходит версия Citect для Microsoft Windows. При этом отпадает необходимость в наличии DSI карт для работы Citect на PC. Конфигурирование как подход остается таким же, как у Citect для DOS, но этот процесс становится более дружественным и интуитивно понятным в версии для Microsoft Windows. Citect для Windows был написан как ответ на запрос компании Argyle Diamonds. Компания первоначально намеревалась использовать систему Honeywell. Но инженеры Argyle Diamonds работающие с этой системой, рассказали о существующих проблемах. Тогда компания Argyle Diamonds выделила 1 миллион долларов на развитие Citect для Windows. По сей день база данных аварийных сигналов называется как «ArgDig» (то есть Argyle Digital) и до сих пор является частью Citect.

### Версия 2
В 1993 году на базе Citect для Windows была построена система диспетчеризации процесса транспортировки мелкодисперсной железосодержащей руды на новый завод по её обогащению, который был построен в 7 км от порта Port Hedland (Восточная Австралия), куда руда доставлялась морским транспортом. Завод принадлежал компании BHP Iron Ore. Это была попытка самой крупной инсталляции Citect для Windows в то время. Сitect для Windows версии 1 в этом проекте показала много ограничений, которые у него были. Чтобы устранить эти ограничения была разработана версия 2. Ключевые измерения были сделаны Эндрю Алланом (Andrew Allan), которые касались конфигурирования графики. Эти изменения включали отказ от графического пакета Dr Halo и точек анимации в пользу новой «CTG» (CiTect Graphics) системы. CTG объединял старый BMP-файл и AN-файл в один объектно-ориентированный файл, который давал пользователю возможность работать с использованием нового графического пакета в стиле WYSIWYG. Объем работы, по разработке системы диспетчеризации процесса транспортировки руды, требовал дополнительной функциональности, которой не было в Citect для Windows, но из-за универсальности программного обеспечения (в частности, благодаря использованию Cicode) многие дополнительные задачи были решены.

### Версии 3 и 4
Версия 3 Citect для Windows была разработана с целью расширить функциональные возможности, которые в предыдущей версии необходимо было реализовывать на языке программирования Cicode, например, индикацию коммуникационных ошибок с программируемыми электронными устройствами. Более того была существенно улучшена надежность работы версии 3 Citect для Windows, так как версия 2 была немного нестабильной. Версия 4 — это та же самая версия 3, только портированная на 32-битную платформу Windows NT.

### Версии 5 и 6
В это время Citect для Windows в Австралии занимала доминирующую долю рынка программного обеспечения для разработки интерфейса оператора для РС компьютеров, но новое программное обеспечение конкурентов догоняло Citect для Windows по своим возможностям и функциональности и набирало популярность. Чтобы оставаться лидером на рынке, Сitect выпускает 5-ю версию своего программного обеспечения, которое, главным образом, содержит новые функциональные возможности направленные на удержание лидерства на рынке. Версия 6 продолжает следовать взятому курсу и уже включает в себя SCADA-подобную функциональность в дополнение к функциональности системы управления, обеспечивающей получение данных с электронных программируемых устройств в реальном масштабе времени. Данная функциональность является составной частью ядра Citect для Windows и в настоящее время.

### Версия 7
Версия 7 была выпущена в августе 2007 года и в настоящее время является последней версией имеющей две торговые марки Vijeo Citect и CitectSCADA. Эта первая версия, которая поддерживает операционную систему Windows Vista. Поддержка Windows 7, а также поддержка работы с Pelco Camera была добавлена в 2010 году с выходом версии 7.20.